# Tazzo
(Loreto, Detto Tazzano)
Tazzo è una frazione del comune di Cascia, in provincia di Perugia, situata ad est del capoluogo comunale. È un piccolo paese di origine etrusca (una necropoli venne rinvenuta per caso, negli anni settanta, lungo la strada che collega Tazzo a Maltignano, oltre ai vari manufatti antichi), immerso in una delle più antiche foreste di querce della Valnerina.
È rinomato per la produzione di coppi da utilizzare per la copertura dei tetti.
Alle "Coppare", luogo in cui venivano appunto prodotti i coppi, tutt'oggi è possibile rinvenire i vecchi forni di produzione d'un tempo, ricavati con metodi rudimentali, ma al tempo stesso funzionali, che garantivano un'ottima produzione e un modo di sostentamento economico per le famiglie che un tempo vi abitavano.
Situato a 842 m s.l.m. e popolato da 13 abitanti secondo i dati Istat del 2001 (12 al 2007), che arrivano a toccare quota 94 nel periodo estivo, col ritorno al paese d'origine dei non residenti a Tazzo.
Il paese gode di un vasto panorama su tutta la vallata di Cascia.
Le frazioni di Maltignano e Colmotino sono le più vicine a Tazzo; venendo da Cascia la prima delle due che si incontra è Maltignano, in cui si trova un bar con ristorante e un alimentari; Colmotino si trova, invece, subito dopo Tazzo, più precisamente dopo la foresta all'apice del monte Minco.
A Tazzo, come nelle altre frazioni limitrofe, vi si trova una comunanza agraria.

## Storia

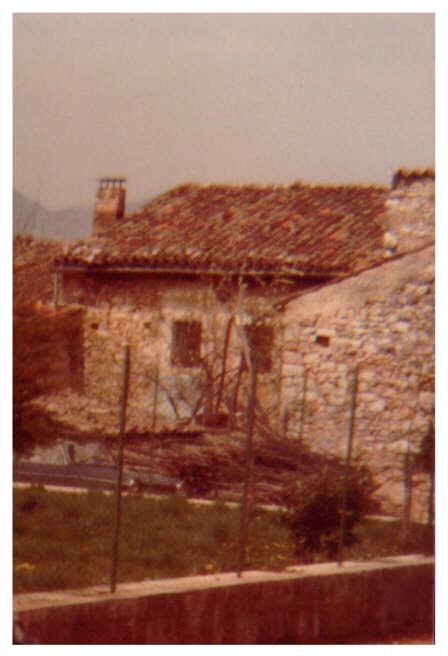
I segni del terremoto del 1979, a fine anni ottanta.

Non vi sono particolari storici rilevanti per quanto riguarda Tazzo. L'origine del paese e del suo nome non è nota; unica data che certifica l'esistenza di questo paese è quella inerente alla costruzione della chiesa parrocchiale di S. Leonardo, risalente al 1393.
A causa dell'elevata sismicità dei luoghi, si è riusciti a reperire informazioni storiche relative ai terremoti. Da alcune fonti reperite presso l'Istituto Nazionale per la Geofisica si riportano le citazioni seguenti:
Roma, 1703»
(“Diario Napolitano dal 1700 al 1709”: Terremoto del 14 gennaio 1703 – Tazzo: villaggio del territorio di Cascia; la scossa del 14/1 causò la distruzione totale del paese; morirono 20 persone (34%) su una popolazione censita di 59 abitanti)
(Archivio di Stato di Roma)
(Annali di Geofisica, Roma, 1980)
(Roma, 2000)

## Ambiente

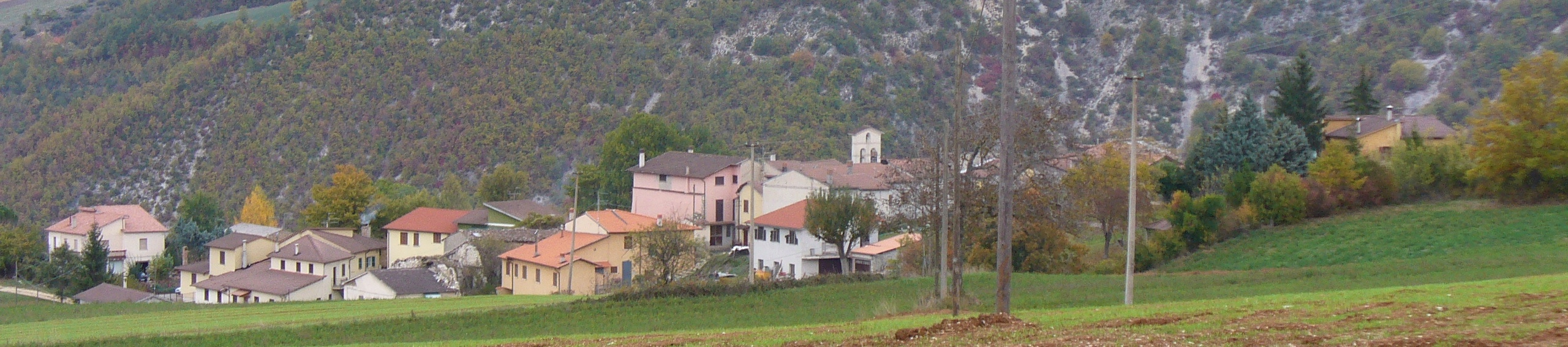
Panorama di Tazzo dai Piani del monte Minco.

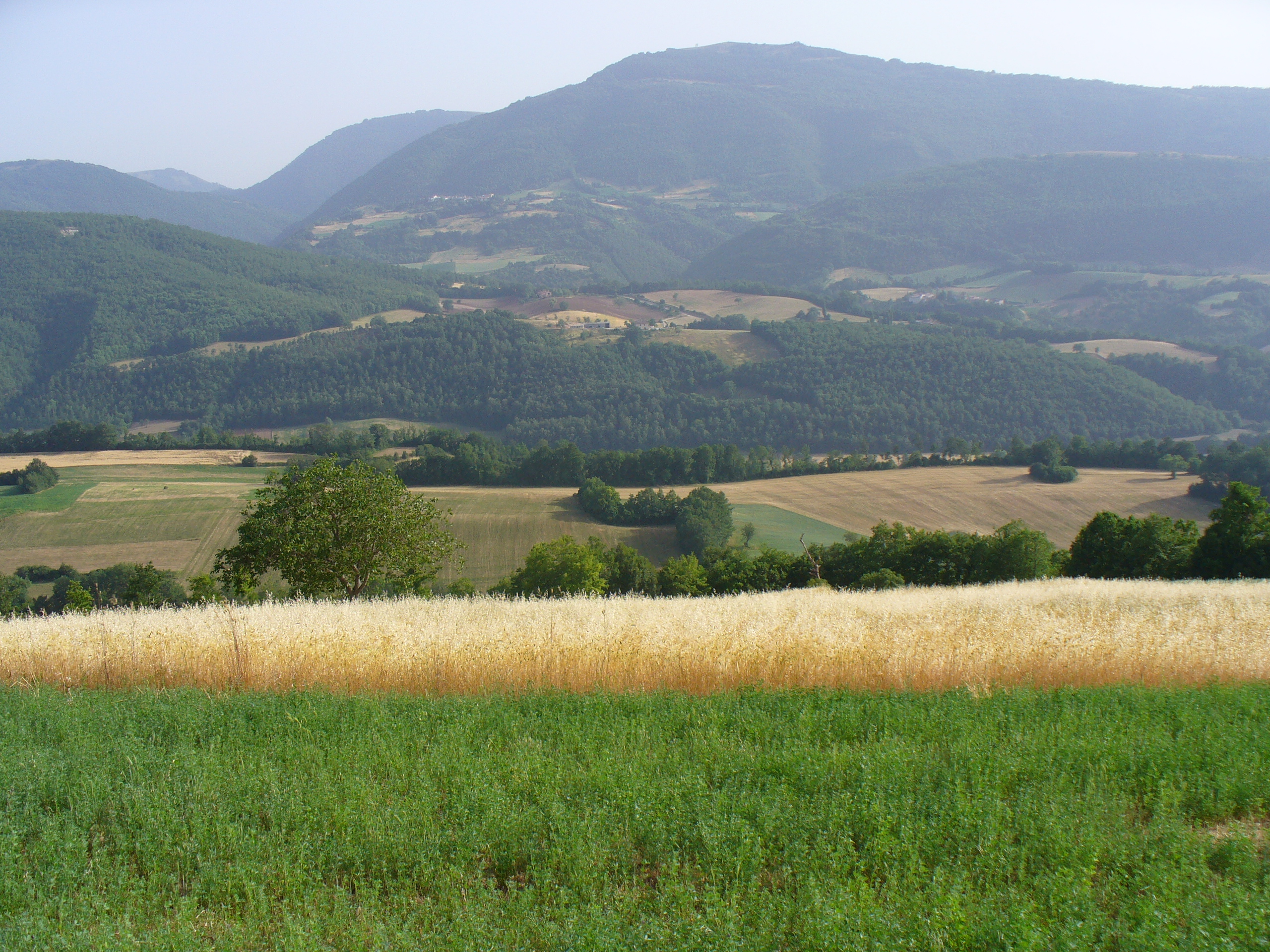
I campi di Tazzo con le loro varietà di colori.

Situato a 842 m di altitudine, Tazzo è uno dei tre paesi situati sul monte Minco, la cui altezza arriva a toccare i 940 m: assieme a Tazzo vi si trovano la frazione di Colmotino (Colmotino paese è a 932 m, Colle di Colmotino tocca la vetta, 940 m), mentre a valle, a 722 m, si trova la frazione di Maltignano.

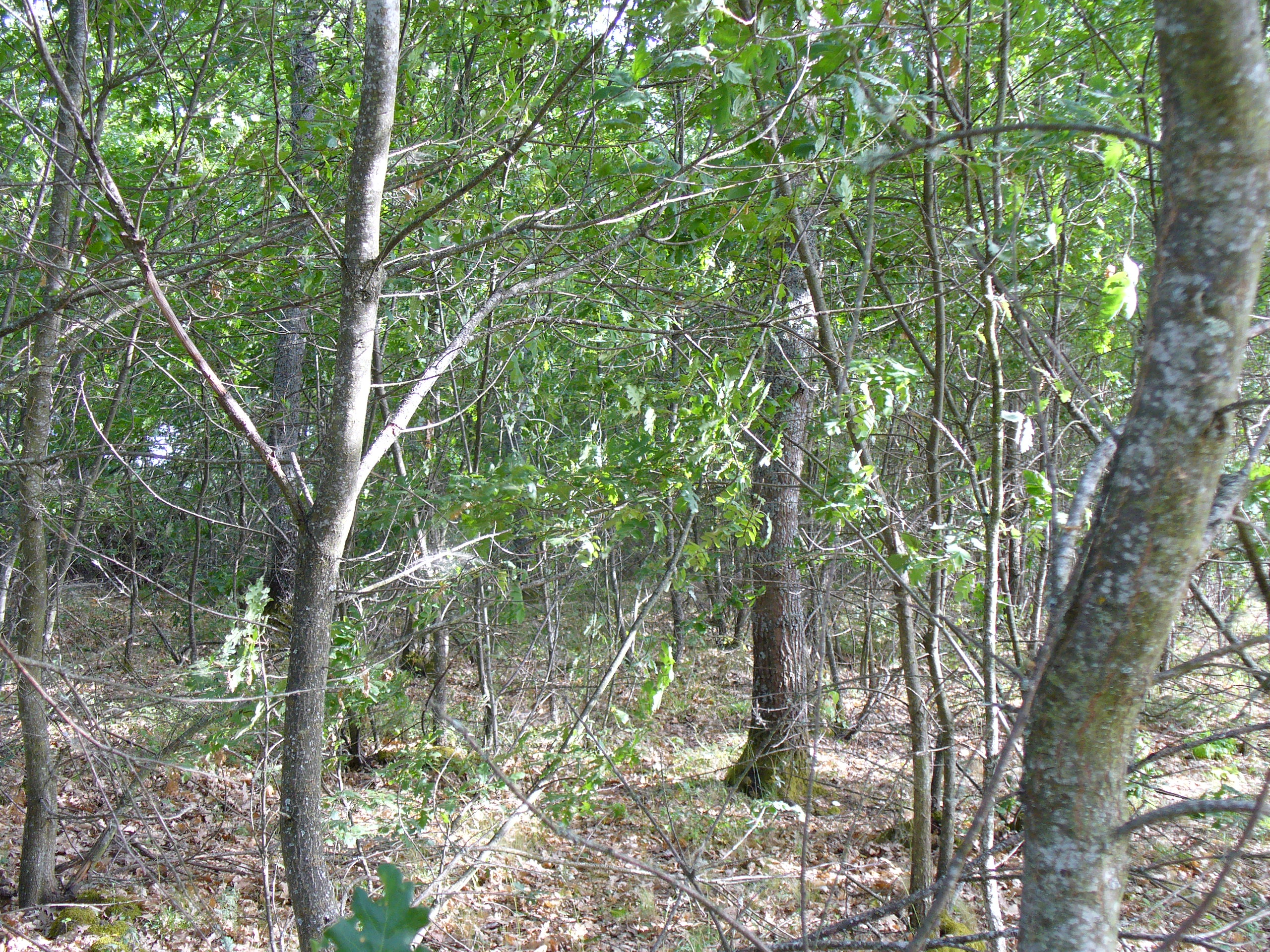
Squarcio della foresta di Tazzo.

Il territorio è ricco di foreste e boschi di faggi, roveri e alti cerri, con un sottobosco ricco di mirtilli, fragole selvatiche e funghi di diverse specie. Tra queste annoveriamo porcini, roscioli, verdacchie, prataioli, ovoli.
In queste zone è possibile trovare anche tartufi e scorzoni, a seconda del periodo. 
In queste stesse foreste si rifugiano anche diverse specie animali: cinghiali, volpi, fagiani e, ultimamente, anche dei lupi. Particolare attenzione va prestata alla presenza di vipere.

## Economia

### Agricoltura
Basata essenzialmente sulla coltivazione di frumenti e graminacee, per l'allevamento di ovini e bovini, le coltivazioni principali che si possono trovare nei campi della zona, a dispetto dell'altura e della particolare condizione non troppo comoda per la lavorazione dei terreni, variano dal grano all'orzo, dall'avena al farro, dall'erba medica alla crocetta.

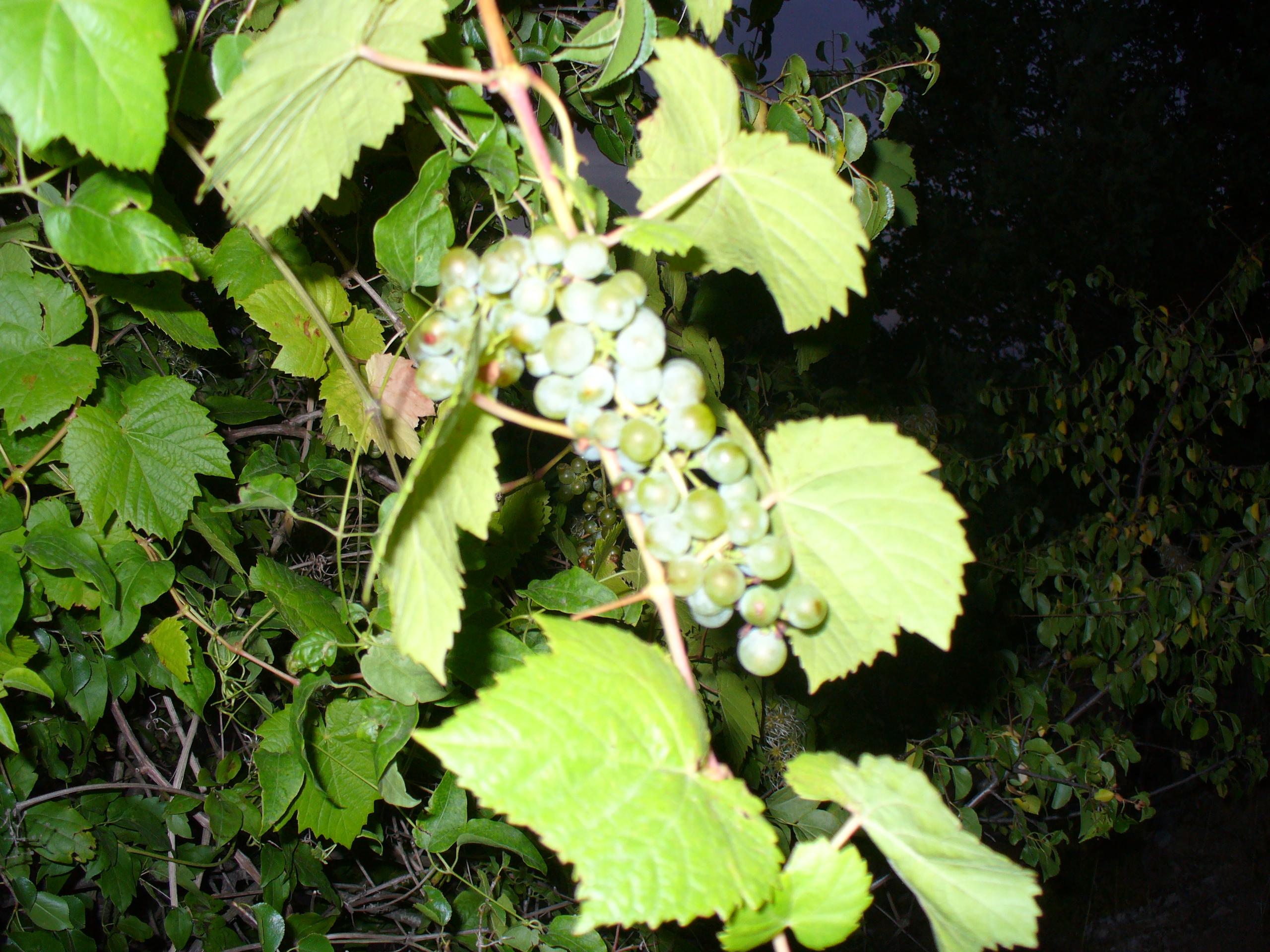
Uva "Pecorino", vitigno autoctono, ritrovato in una vigna abbandonata.

Una iniziativa portata avanti da alcuni abitanti del luogo sta cercando di recuperare alcune specie di vite scampate più di cinquant'anni fa all'attacco della peronospora, che portò a far quasi del tutto scomparire la coltivazione della pianta.

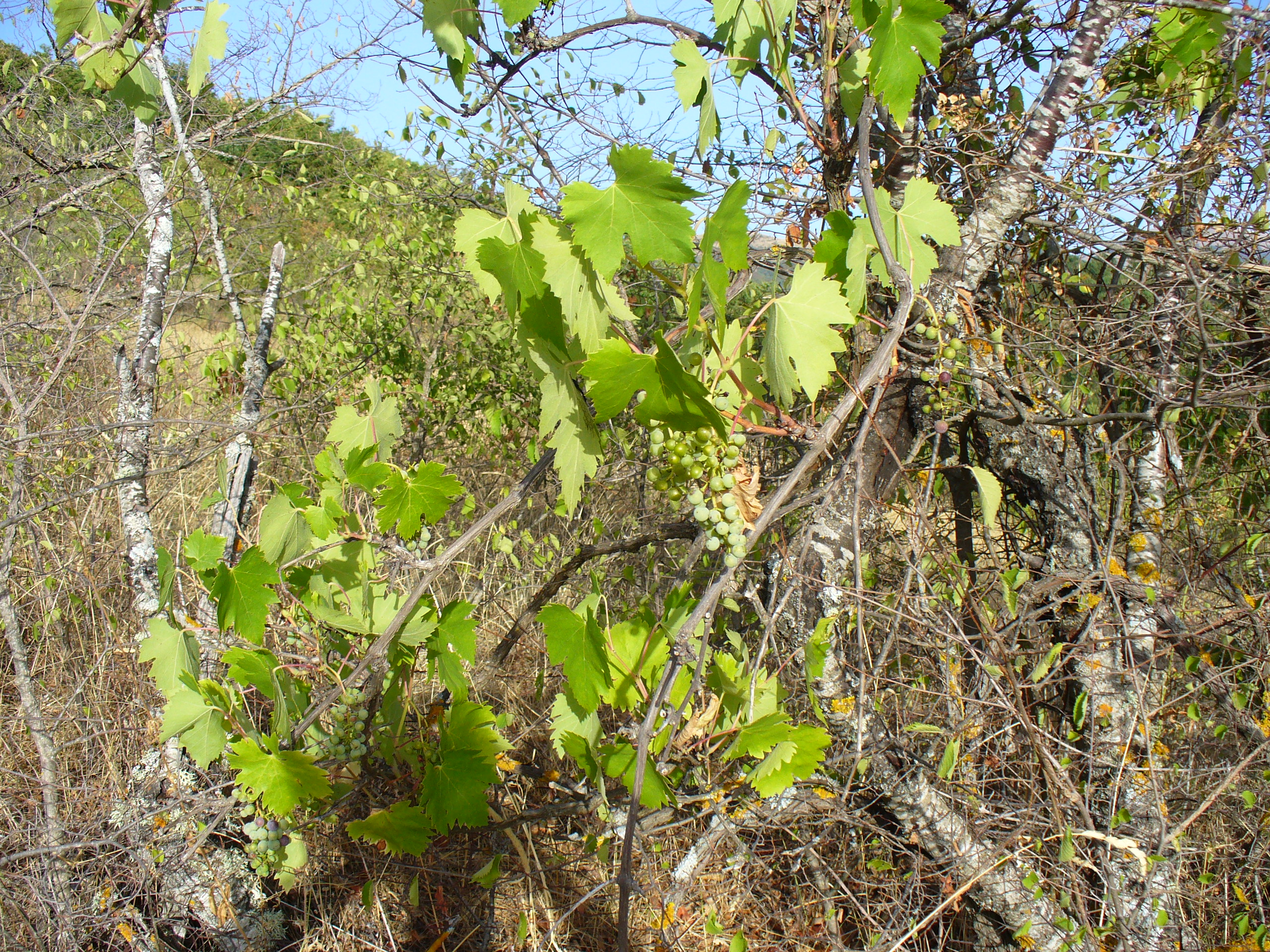
Vite scampata alla peronospora; la pianta ha più di novant'anni.

La cosiddetta "ricerca delle vigne perdute" ha portato alla scoperta di diverse piante sopravvissute in vigne abbandonate o ai margini di campi, un tempo vigneti, che i contadini del luogo, dopo anni di lavorazioni, non hanno estirpato.
Le specie di vite ritrovate fino ad ora su piante con più di cento anni, che sono miracolosamente sopravvissute, ma che stanno quasi del tutto ultimando il loro processo biologico, sono: la vite pecorino, la vite moscarola e una specie di vite a bacca rossa non ancora identificata, molto simile al sangiovese.

## Monumenti e luoghi d'interesse
- Chiesa parrocchiale (1393) di S. Leonardo[3]. Di modeste dimensioni, è stata ricostruita quasi completamente negli anni novanta, dopo che il terremoto del 1979 aveva danneggiato l'intero paese. Qui vi erano conservati tre dipinti storici, sottratti da ignoti. I quadri, autentici del Cinquecento, ritraevano: Santa Rita in contemplazione, il primo entrando a sinistra; San Leonardo, piccolo quadro tenuto nella sagrestia; un quadro raffigurante forse uno dei passi più discussi della Bibbia, cioè L'Apocalisse di S. Giovanni.

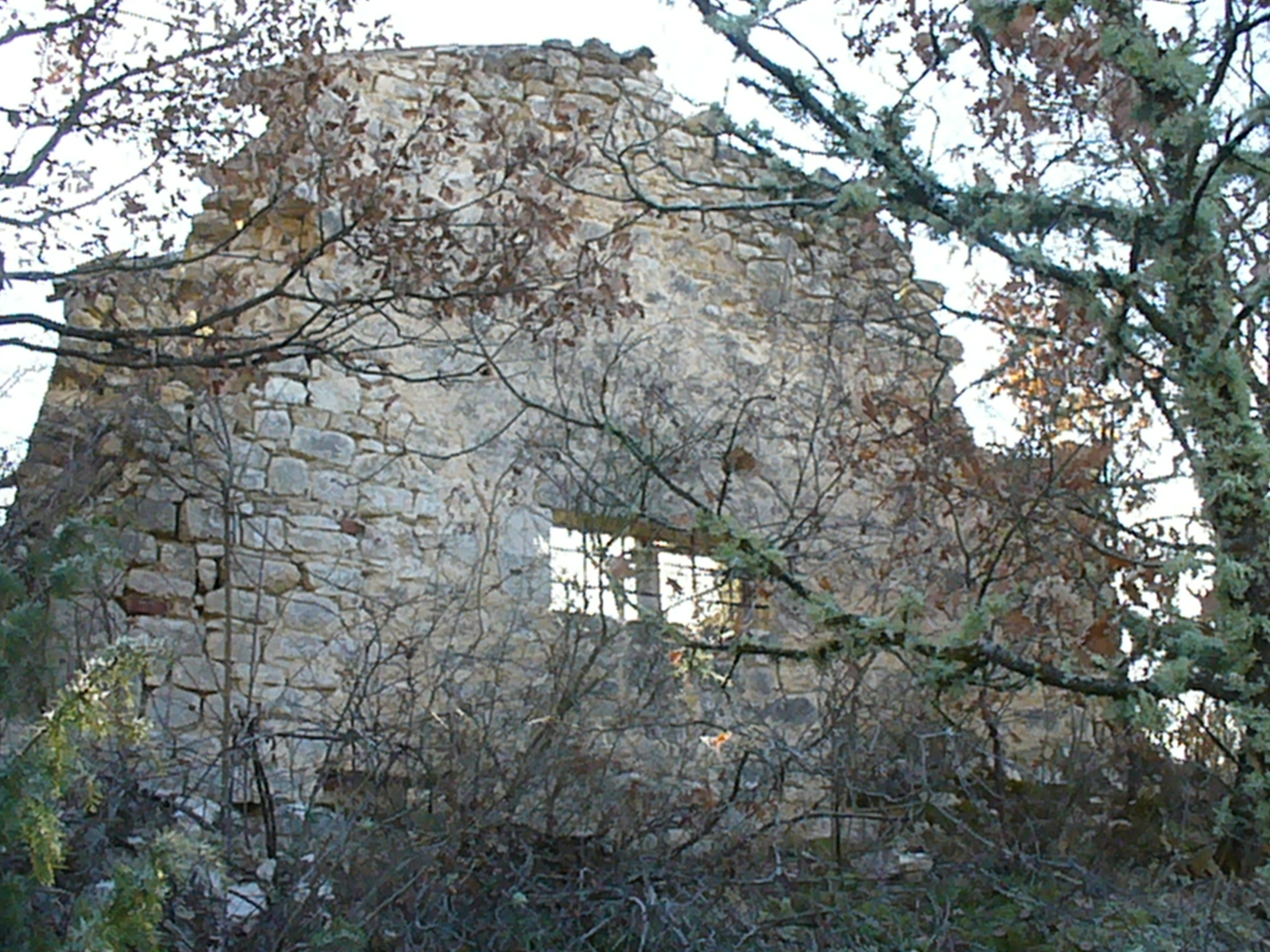
I resti di S.ta Maria Avvocata.

- Chiesa di Santa Maria Avvocata (1300). La chiesa parrocchiale di Tazzo aveva come sua "appendice" questa chiesetta situata lungo la strada che collega il paese alla valle dove si trova un'altra delle frazioni di Cascia, Palmaiolo.
Vi era usanza, fino agli anni cinquanta, che la processione del venerdì che anticipa la Pasqua partisse proprio da qui, risalendo con a capo il parroco di Tazzo, la strada comunale fino ad arrivare alla chiesa di S.Leonardo.
a causa del terremoto del 1979 si è assistito alla quasi completa distruzione della piccola chiesa, nella quale si trovavano alcuni affreschi del 1400 malamente conservati sui muri che ancora rimangono in piedi.
Con le forti gelate invernali degli ultimi anni, l'ultimo affresco che ritraeva la Santa col Bambino è andato definitivamente perduto. Alcuni ragazzi, nel 2001, ripresero il posto quando ancora l'affresco era intatto; la foto estratta dal video è l'unica traccia rimasta di un'opera andata perduta per sempre.

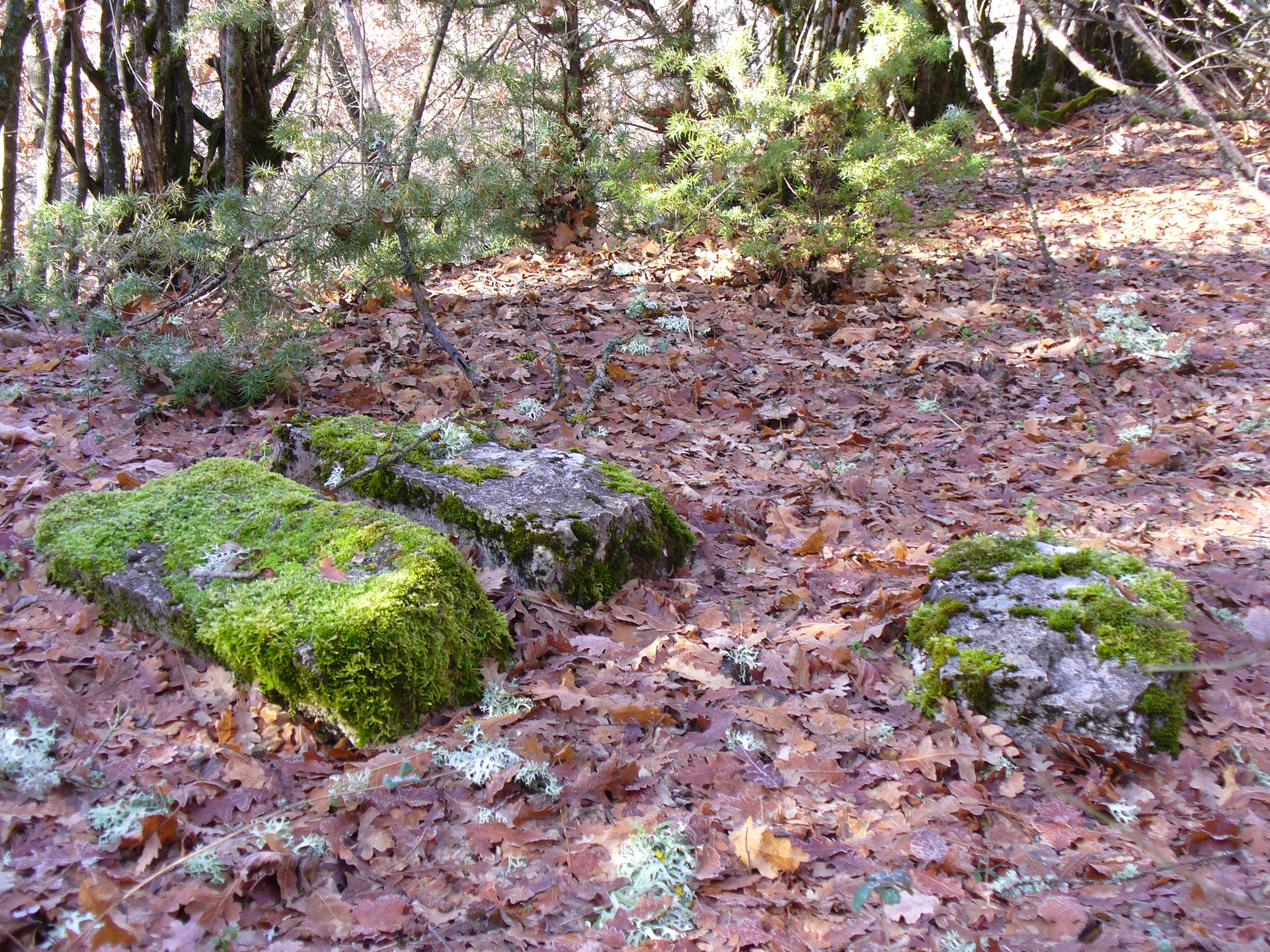
Pietre all'ingresso di S.ta Maria Avvocata
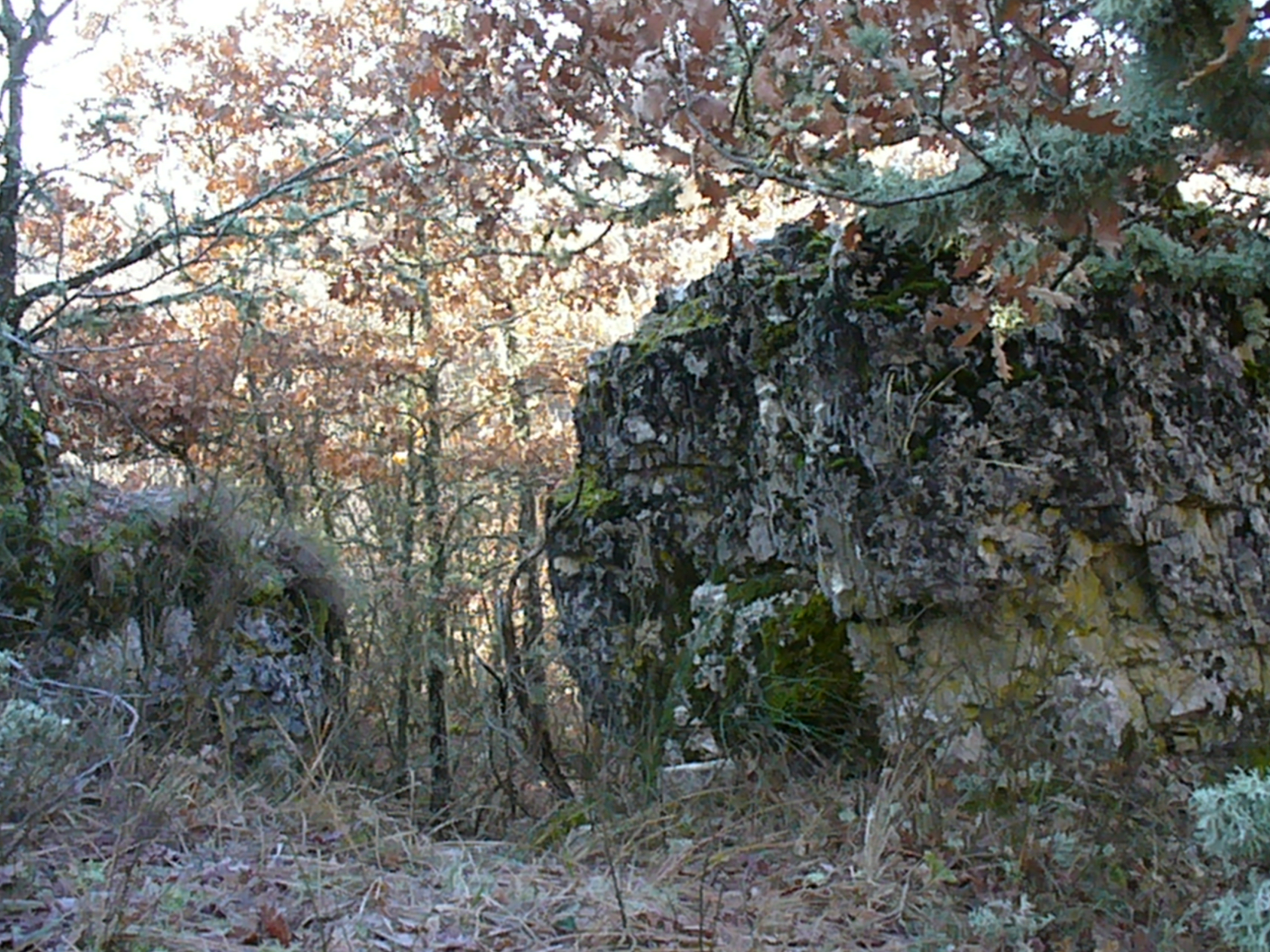
Il sentiero per la chiesa fra due grandi scogli
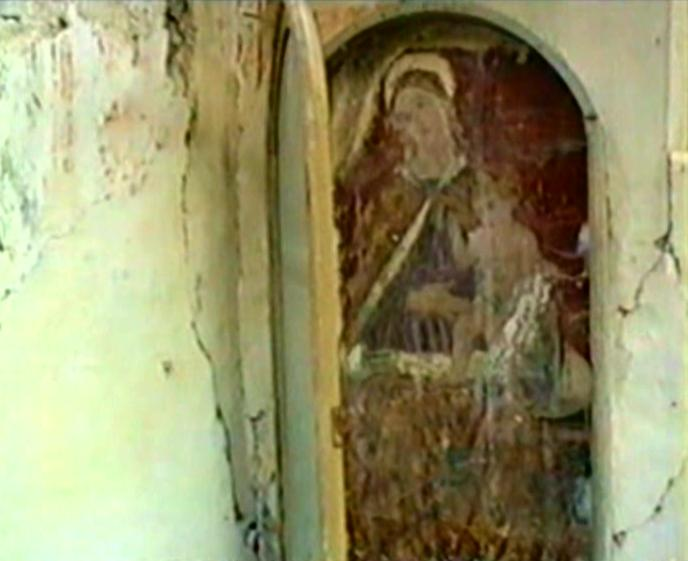
L'affresco perduto: come era nel 2001
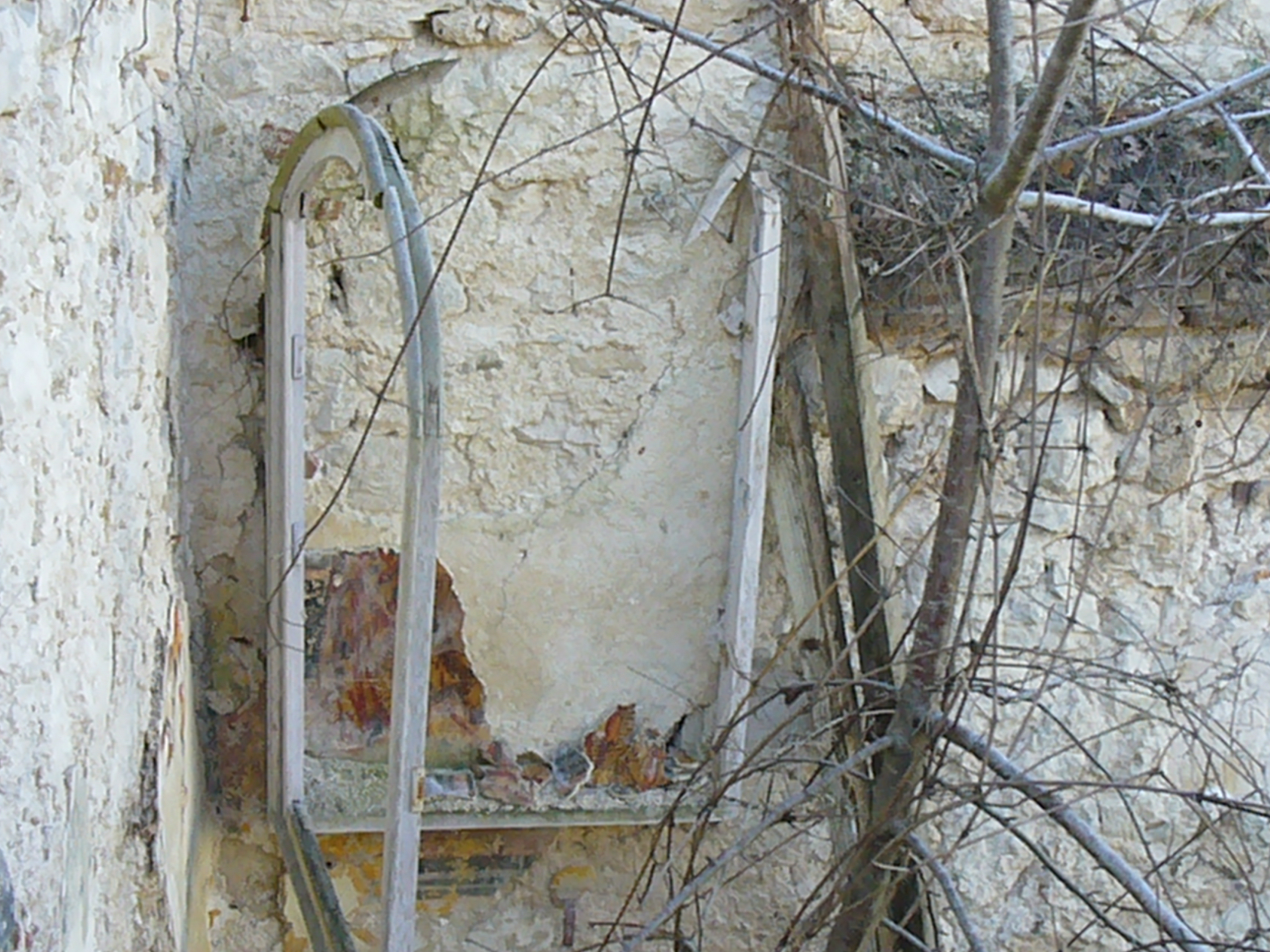
L'affresco perduto: oggi, nel 2007

## Feste e ricorrenze
- 6 gennaio: Festa delle Pasquarelle. Rinnovando la tradizione cristiana della Epifania vengono interpretati gli antichi canti dei pastori della Valnerina.
- 17 gennaio: Sant'Antonio Abate. Festa del santo protettore degli animali.
- Ultima settimana di febbraio: Sagra del tartufo.
- Venerdì di Pasqua: Processione del Cristo morto. Viene rievocato in un determinato tragitto, il percorso che portò Gesù Cristo sul monte Calvario dove venne crocifisso.
- 22 maggio: S. Rita da Cascia.
- 17 luglio: Festa di S. Maria.
- 15 agosto: Ferragosto. Ogni paese organizza la propria festa con cene e serate danzanti.
- 6 novembre: Festa di S. Leonardo Abate. La chiesa di Tazzo ne prende il nome.
- 8 dicembre: Festa dei Fauni. Al sopraggiungere della notte, viene dato fuoco alle pire (fauni) di ginepro per celebrare la ricorrenza della nascita della Madonna. I fuochi, nella tradizione popolare, illuminano il cammino degli angeli che dalla Terra santa portano in salvo la casa della Vergine. In realtà, la festa ha origine pagane e si ricollega ai riti della luce che, al sopraggiungere del solstizio di inverno, sono comuni in diverse culture europee.

## Specialità culinarie e prodotti tipici locali
Diverse culture culinarie si intrecciano nei paesi della Valnerina e il paese di Tazzo ne è un esempio. Tra i prodotti tipici locali vanno annoverati gli insaccati, i formaggi, il farro, il tartufo nero, le lenticchie, i cereali, le mandorle, le noci, il miele, i funghi porcini.
Per quanto riguarda le produzioni artigianali, si ricordano i tessuti ricamati a mano e l'artigianato in ferro, legno e rame.

## Galleria d'immagini

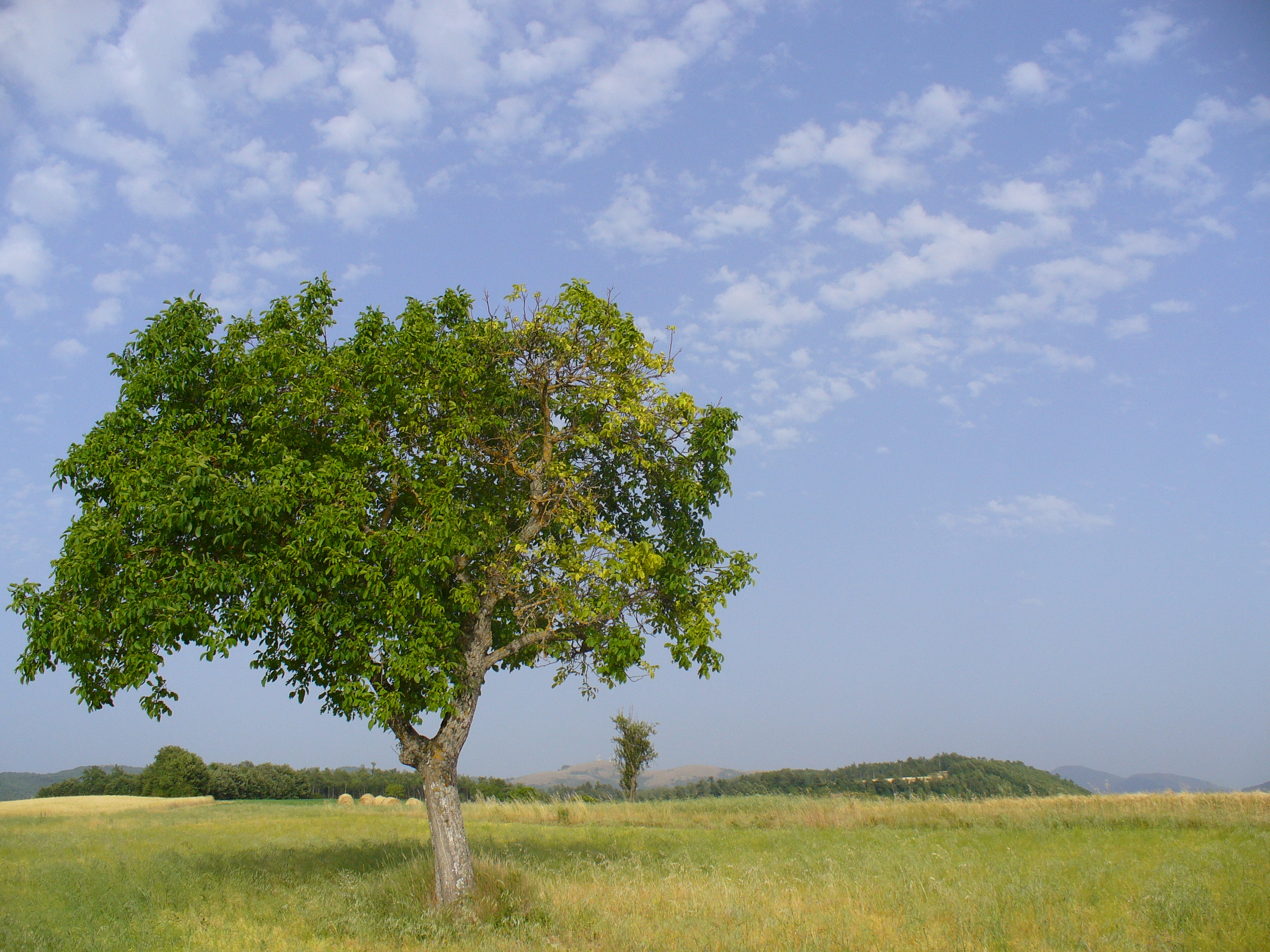
Squarcio di cielo d'estate
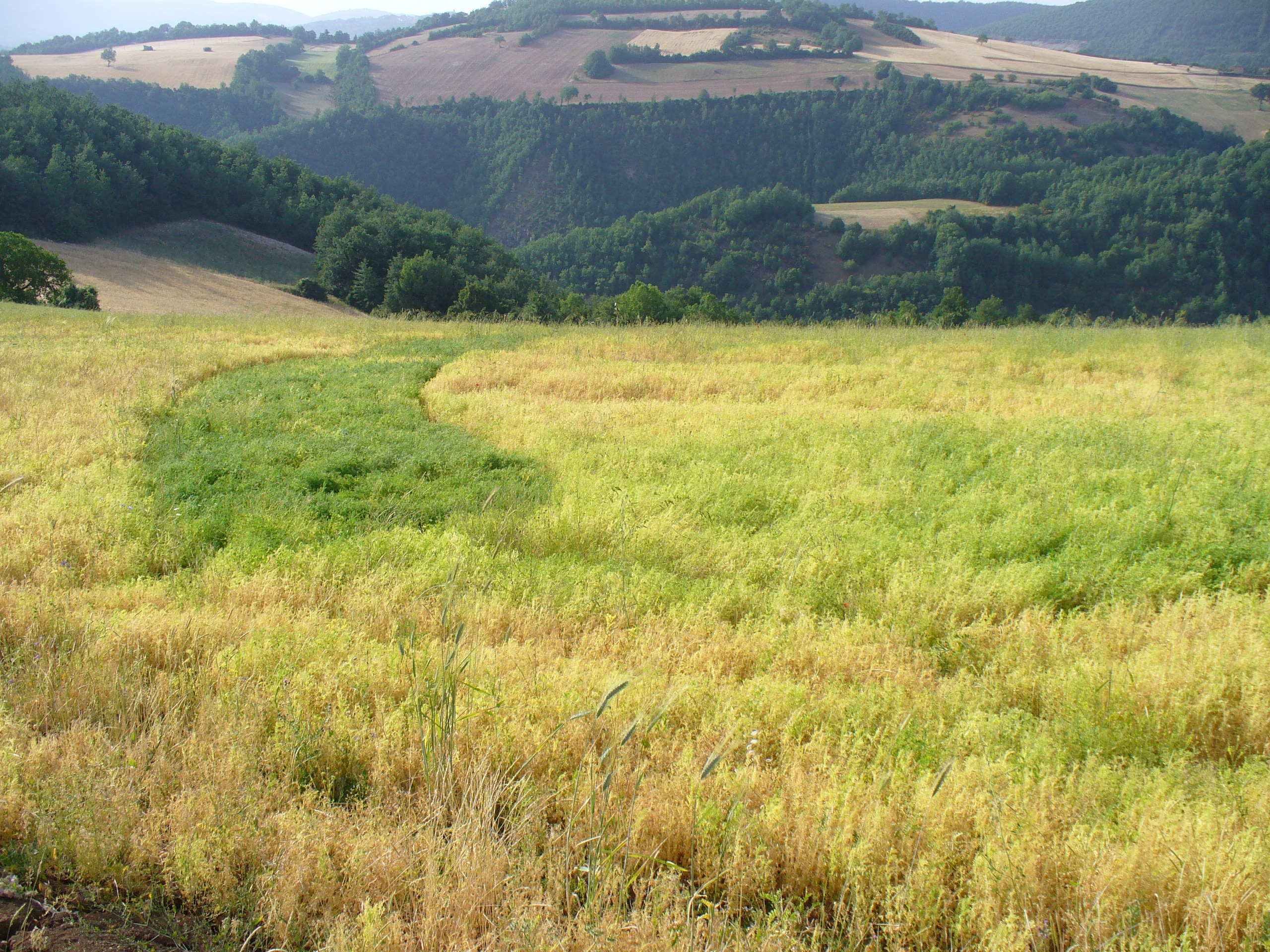
I campi e i loro colori
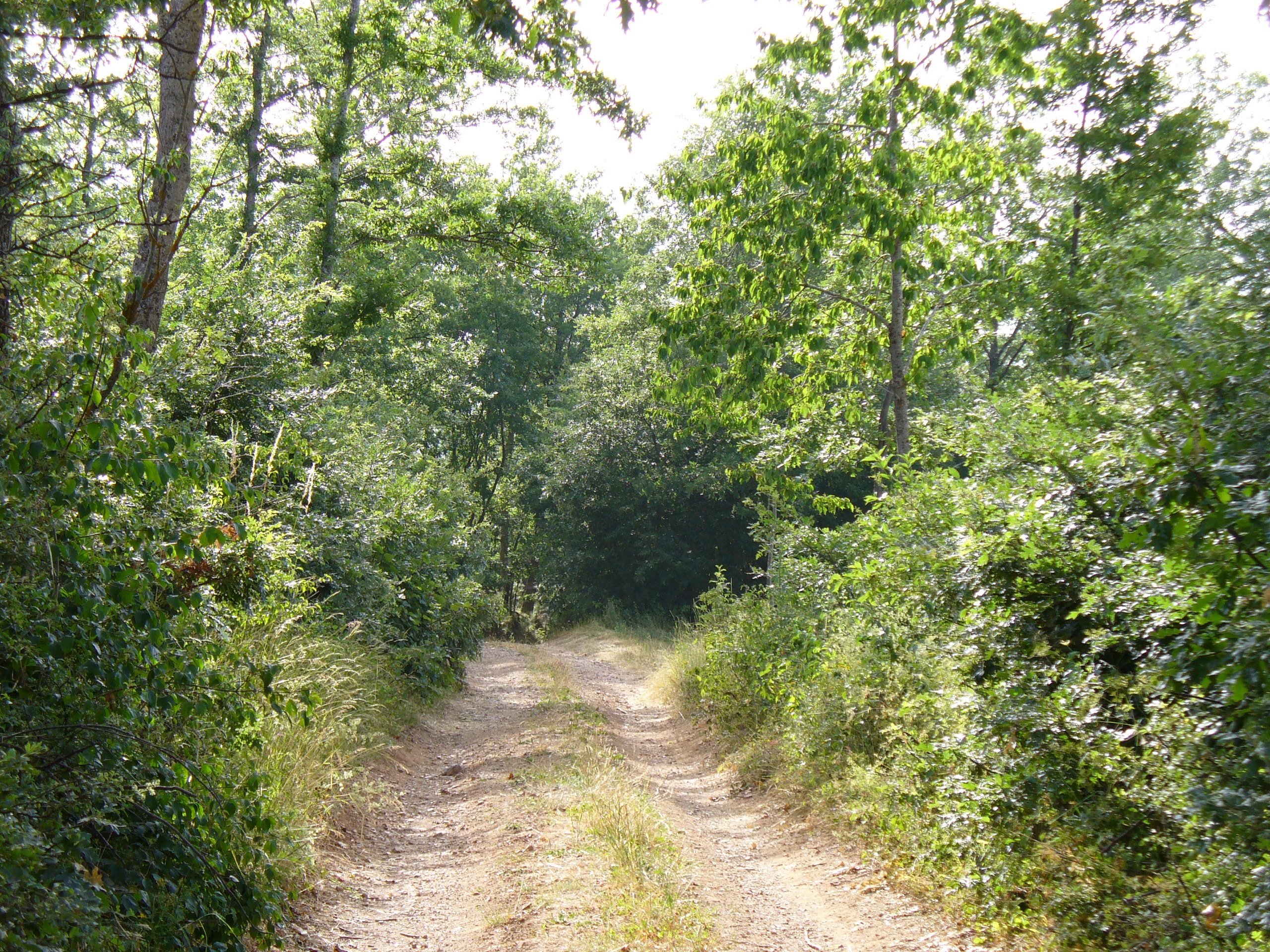
Un sentiero attraverso il bosco
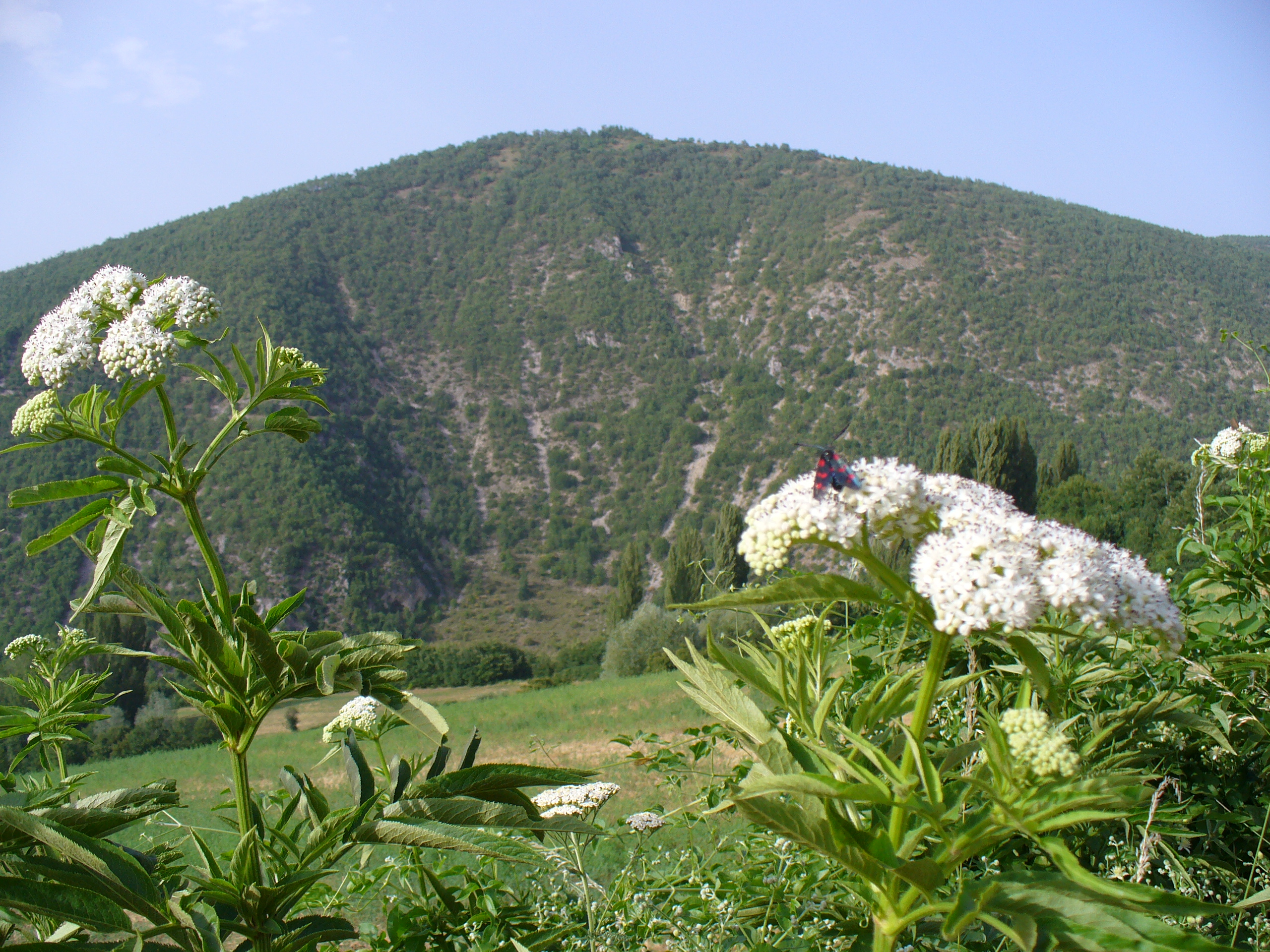
Veduta del monte Frenfano
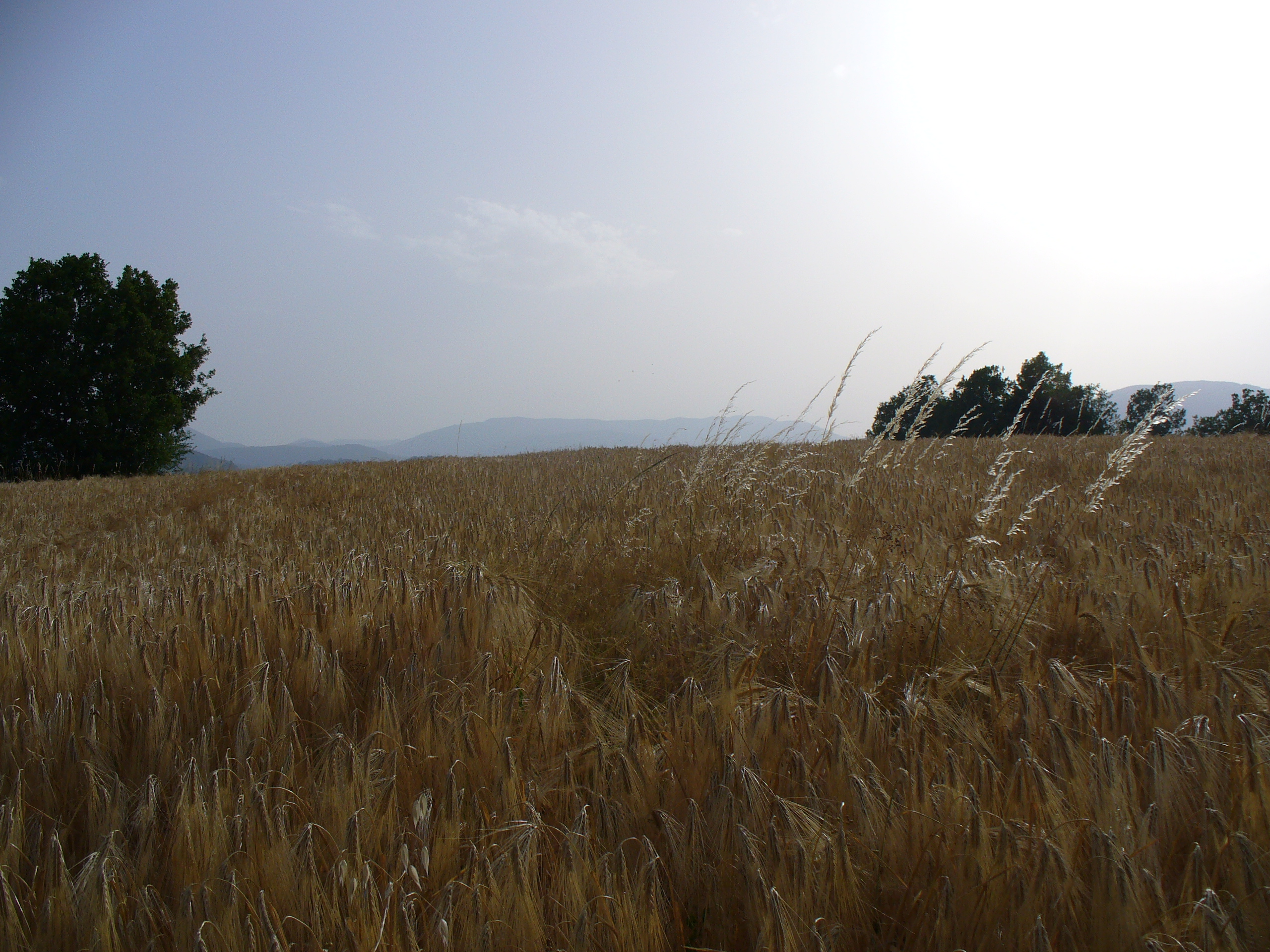
I campi di grano con il loro tipico color oro
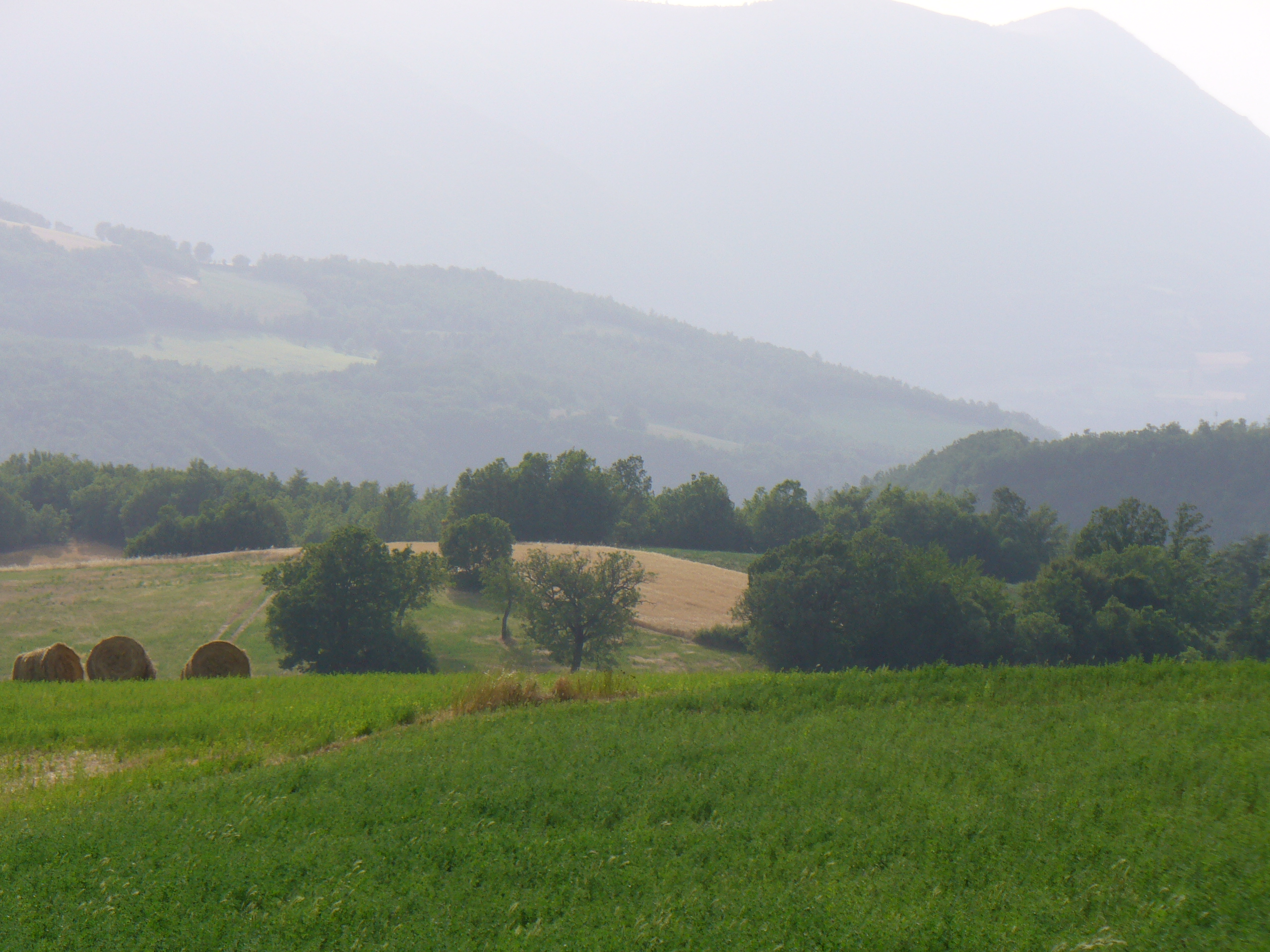
Le verdi colline di Tazzo
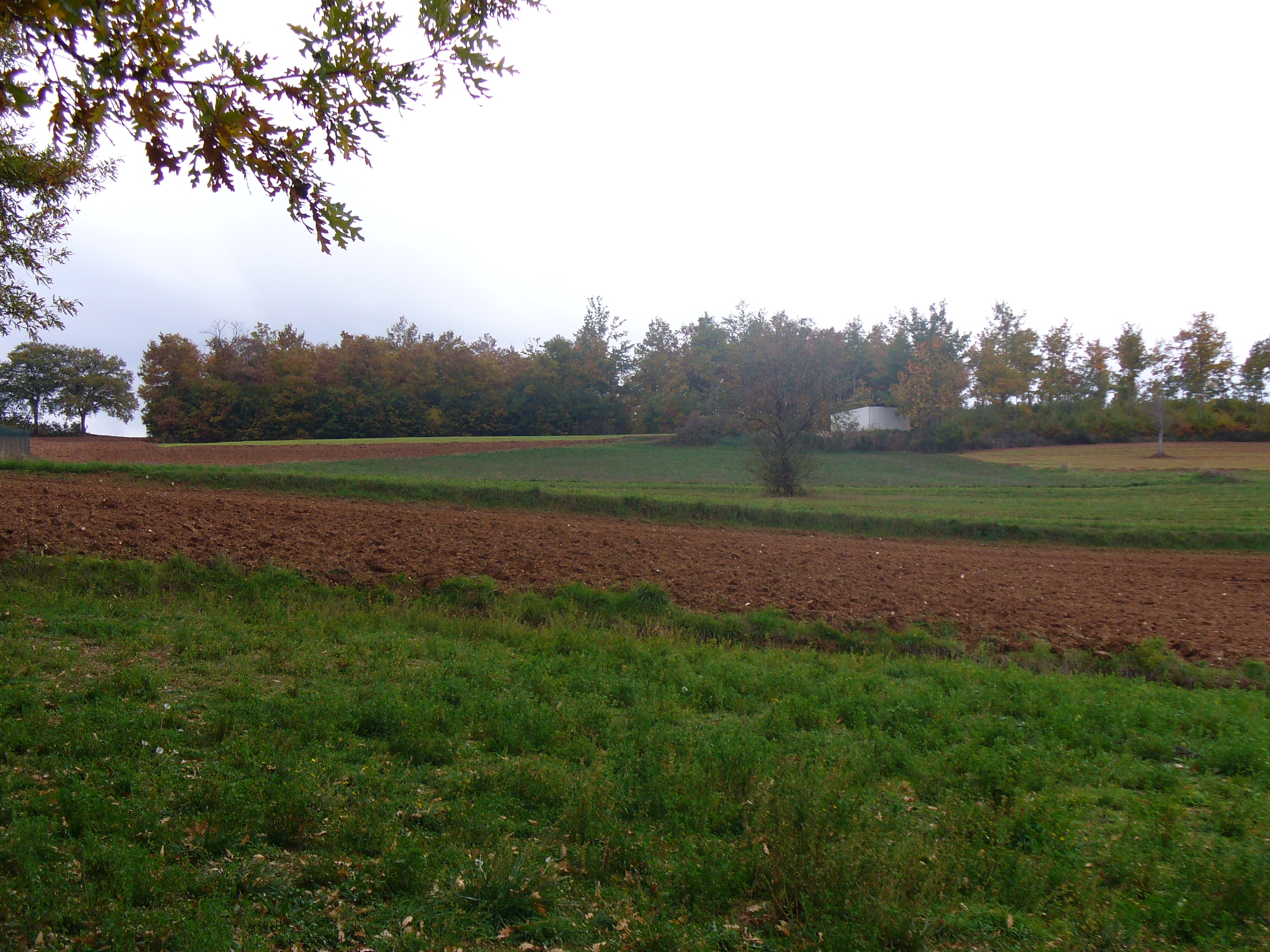
I "Piani" di Tazzo
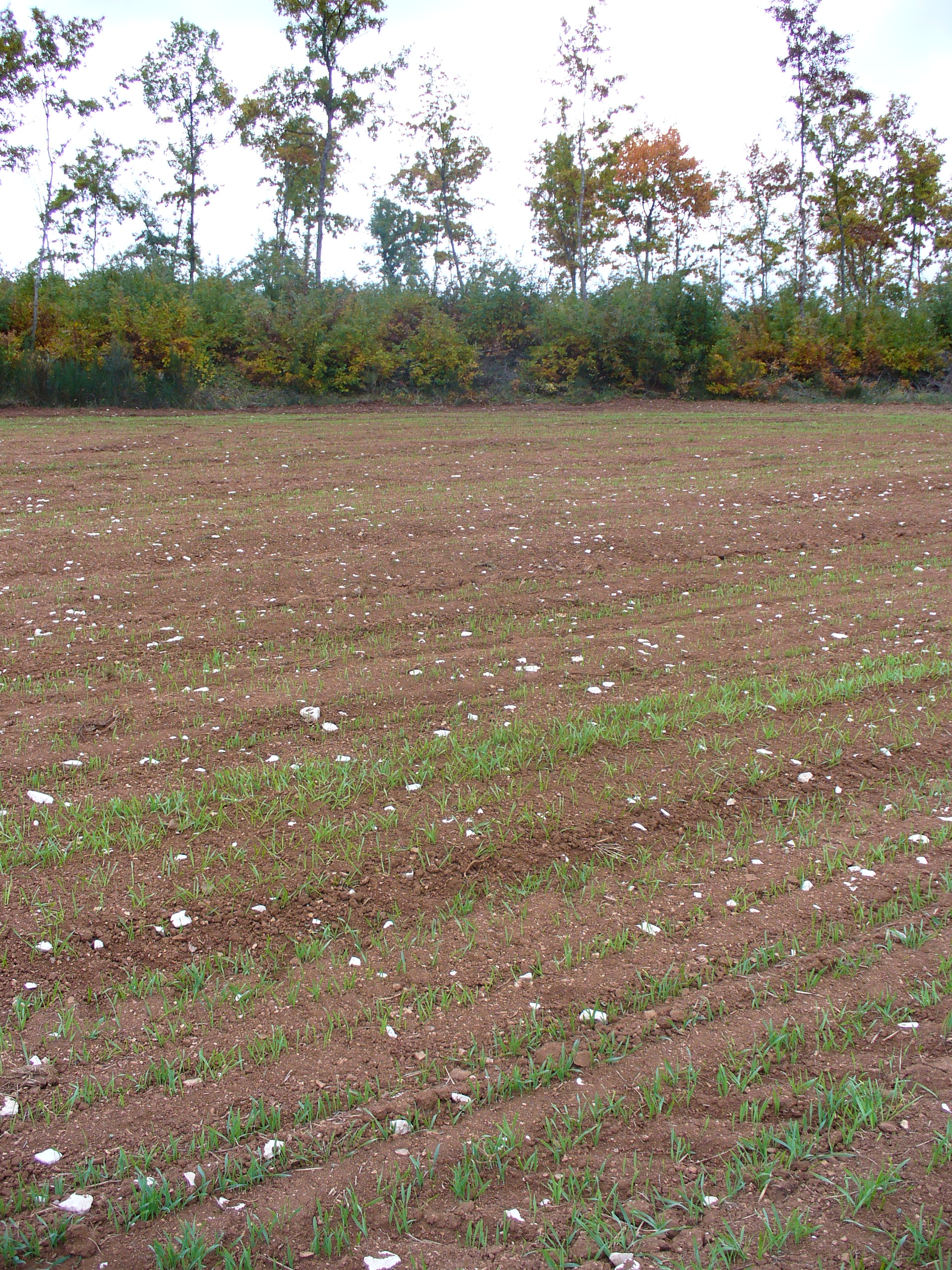
Campi d'autunno
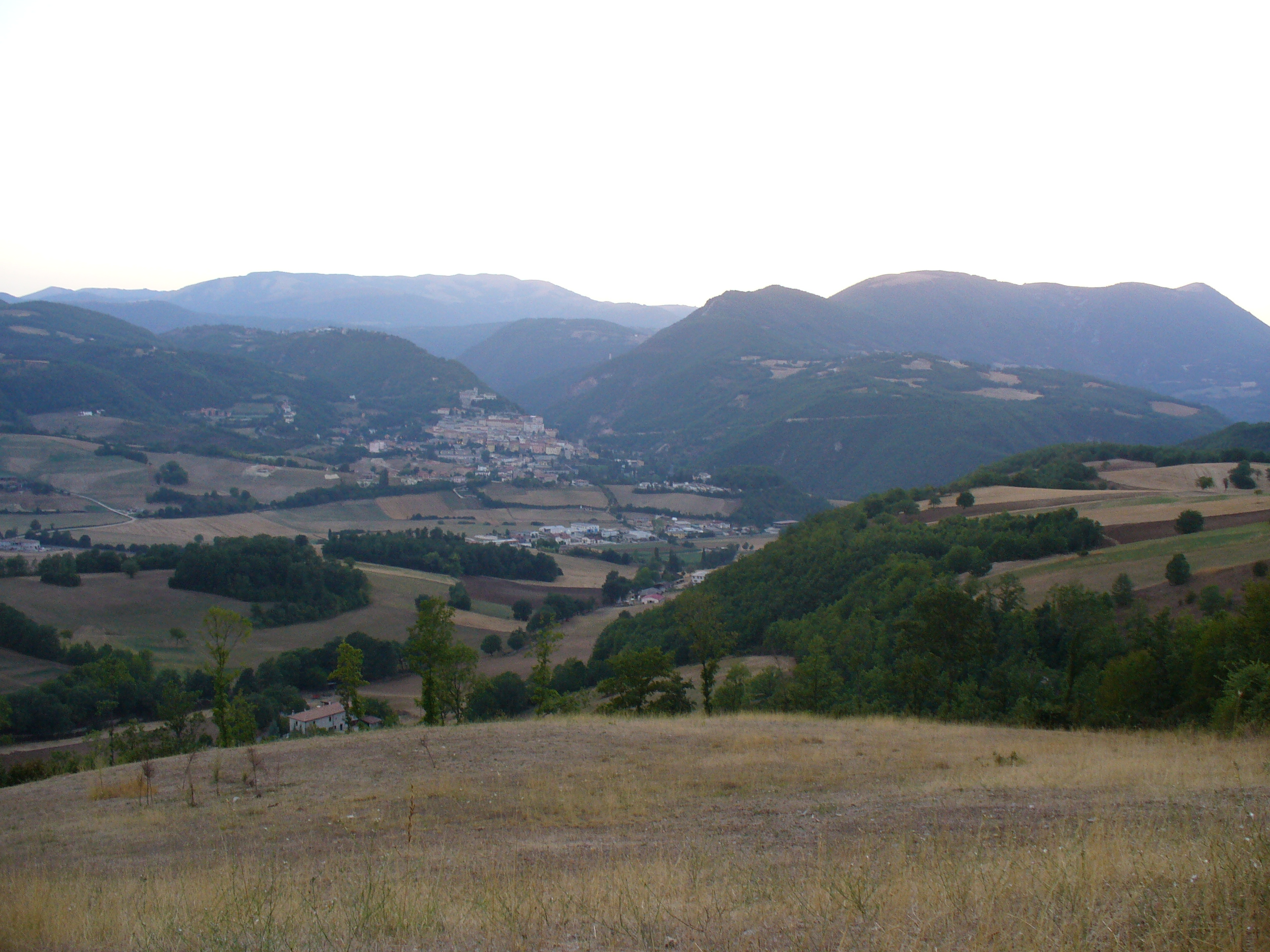
Cascia dal colle di Tazzo
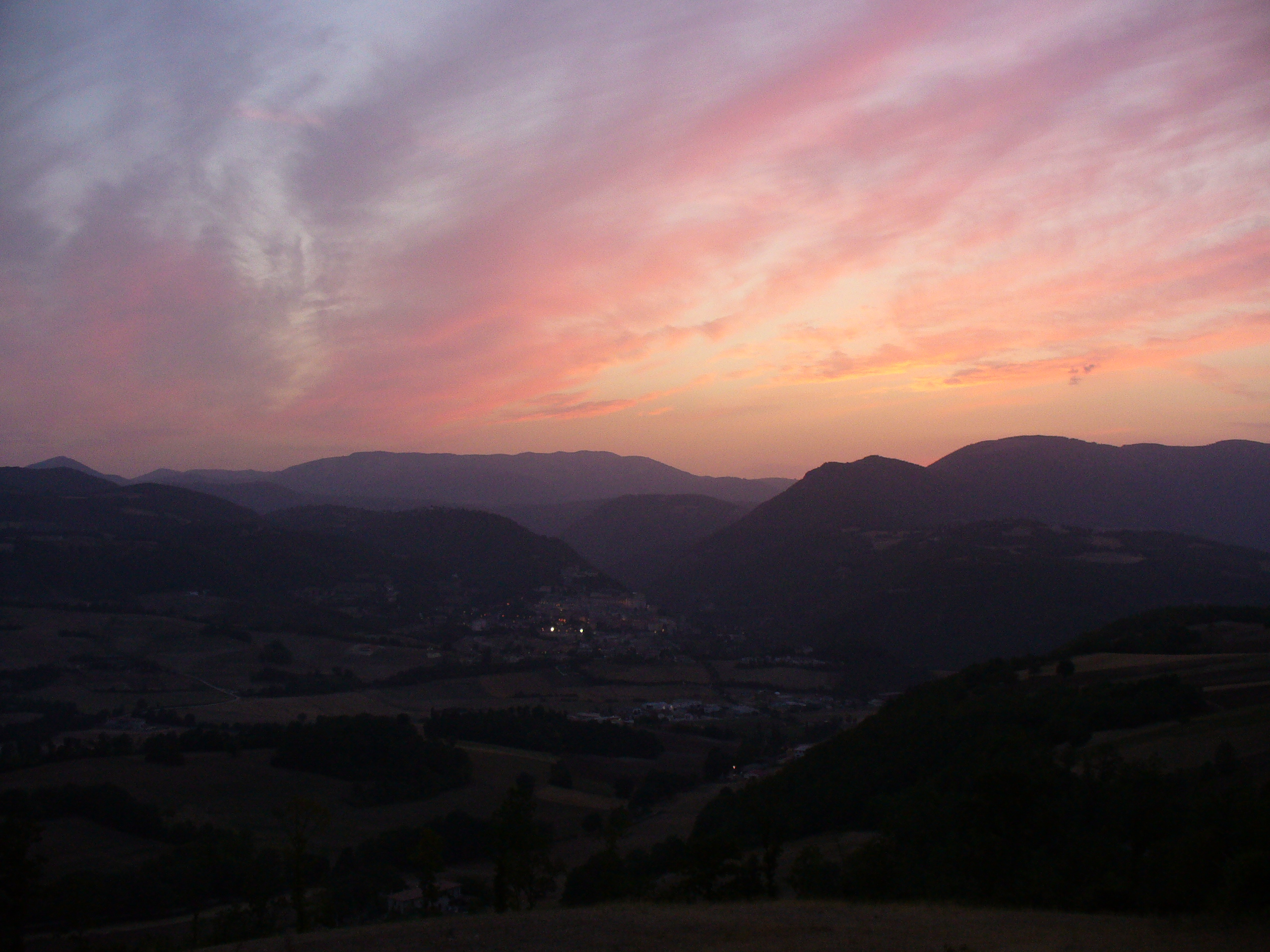
Cascia di notte dal "Colle"
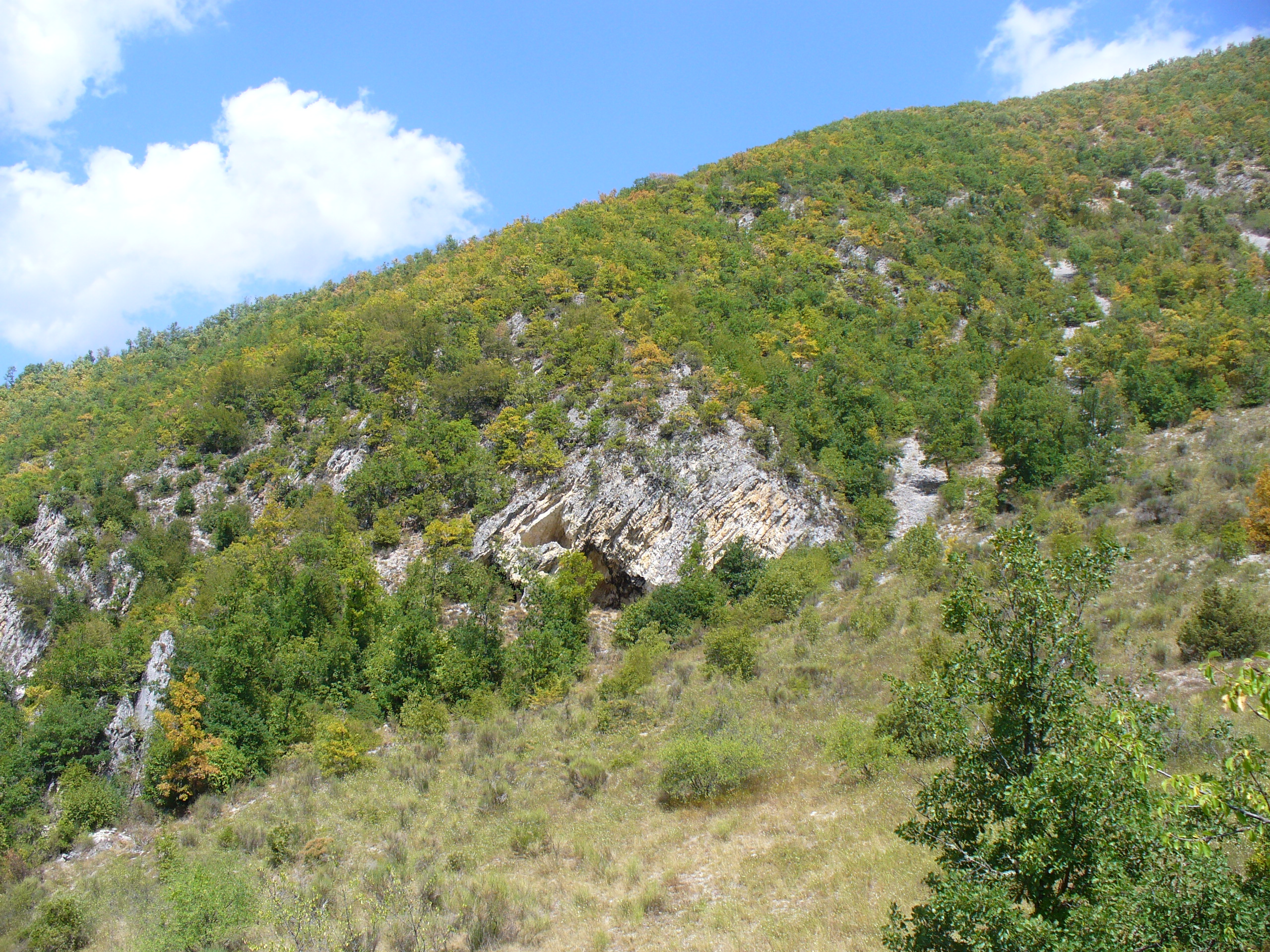
Le grotte di Tazzo alle pendici di Frenfano
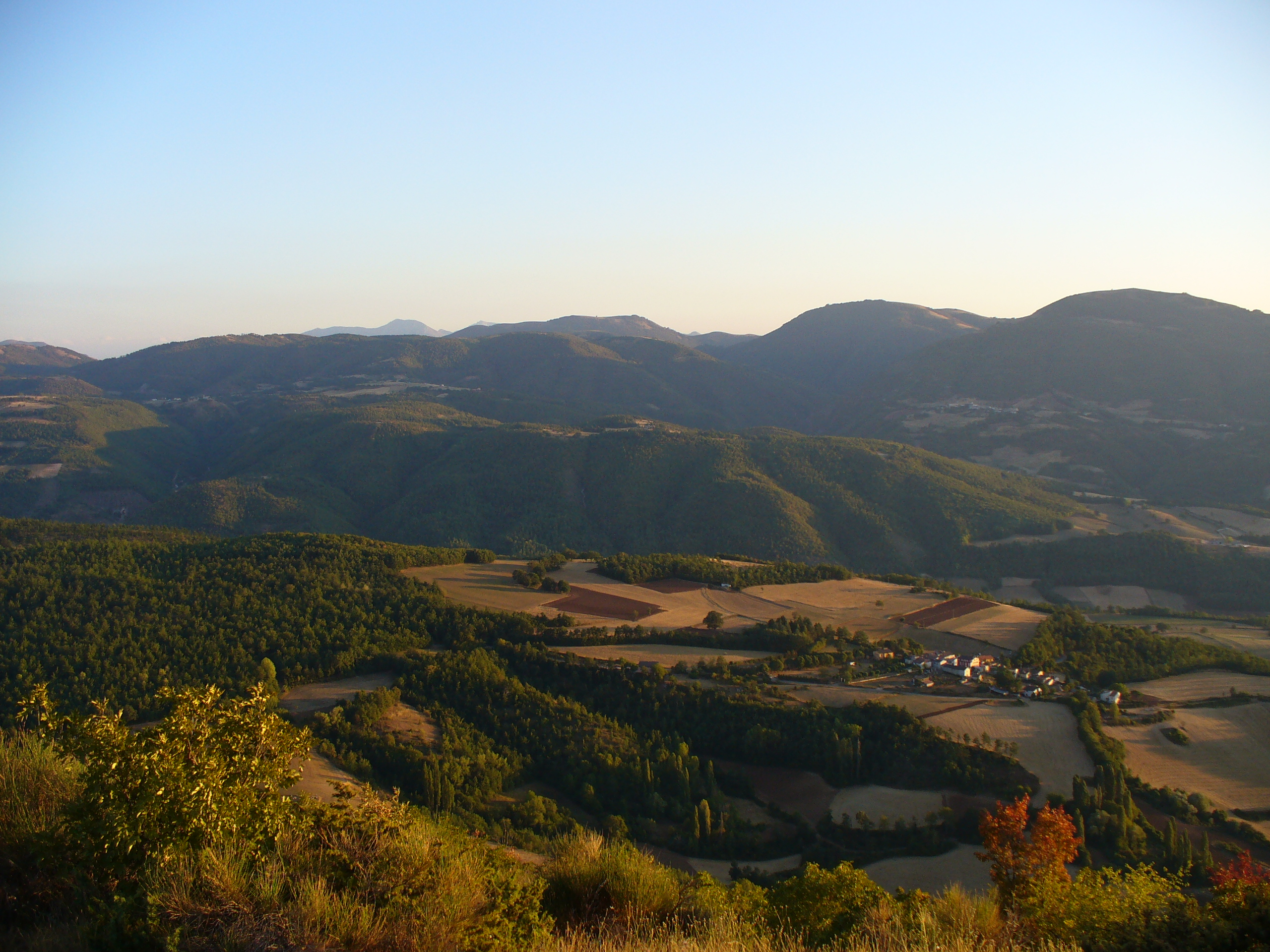
Dal M.te Frenfano: Tazzo, i suoi campi e la sua foresta